# Serieåret 1896

## Händelser

### Oktober
- 18 - Efter ett juridiskt bråk i USA om vem som äger rätten till serien The Yellow Kid hoppar seritecknaren Richard F. Outcault från tidningen New York World till tidningen New York Journal.

## Födda
- 17 juni - Rudolf Petersson (död 1970), svensk serietecknare.